# Perfect Celebrity
«Perfect Celebrity» es una canción interpretada por la cantautora estadounidense Lady Gaga, incluida en su octavo álbum de estudio, Mayhem (2025). Fue escrita y producida conjuntamente por ella, Andrew Watt, Cirkut y Gesaffelstein. Su letra habla sobre la complicada de la relación con la fama de la artista y cómo la industria la tacha de ser una muñeca humana.
La canción recibió elogios por parte de la crítica hacia su producción, su agresividad y su mensaje en contra de la industria, con diferentes medios considerándola como la mejor dentro del álbum.

## Antecedentes y composición
Tras el anuncio oficial de Mayhem, Gaga reveló el listado de canciones el 18 de febrero de 2025, con «Perfect Celebrity» como la cuarta canción del álbum. Poco después, el 21 del mismo mes, realizó una conferencia de prensa donde mostró un adelanto de la canción.
«Perfect Celebrity» fue escrita y producida conjuntamente por Gaga, Andrew Watt, Cirkut y Gesaffelstein. Según la artista, su letra habla sobre su complicada relación con la fama y cómo es tratada por la industria, presentada de una forma humorística, pero a la vez agresiva. También describe en detalle los altibajos de la fama y da a entender que genera una sensación de artificialidad. Gaga se refiere a sí misma como una «muñeca humana» que busca complacer al público y anhela la atención de los demás. Asimismo, explora temas como la dualidad, el síndrome del impostor y el conflicto por mantener un balance entre su vida privada y pública. Está inspirada por la música de los años 1990 y en particular del tema «Never Enough» de la banda The Cure, que Gaga solía escuchar a menudo durante su adolescencia. Para Dylan Kickham de la revista Nylon, celebra la desastrosa relación entre un artista y el público, y la señaló como una secuela de los temas explorados en The Fame (2008), así como en «Plastic Doll», perteneciente a Chromatica (2020). La canción hace referencia a «Princess Die», una pista de la artista que nunca fue publicada de manera oficial. Steven J. Horowitz de Variety consideró que explora «el lado oscuro de la fama» de manera similar a «Paparazzi», algo con lo que Chuck Arnold de The New York Post coincidió al decir que «se siente como una versión actualizada synth rock» de dicho tema, en el que Gaga reflexiona sobre la fama 17 años después.
Durante el proceso de grabación, Gaga explicó que tras la creación de «Perfect Celebrity», intentó cambiar el concepto general de Mayhem para enfocarlo más a un sonido grunge, e inicialmente pensó en también titular al álbum Perfect Celebrity, pero después se arrepintió de la decisión por considerar que el concepto sería «demasiado aburrido» y no reflejaría el caos que buscaba explorar. La pista comienza con un ritmo electrónico pulsante, que gradualmente se convierte en una combinación de influencias del grunge rock con toques electropop más sutiles.

## Comentarios de la crítica
Stephen Ackroyd de Dork dijo que «Gaga lanza un comentario mordaz sobre lo absurdo de la fama a un ritmo de aplausos y pisotones, canalizando el tipo de sátira pop irónica que solo Gaga puede lograr».  Robin Murray de Clash dijo que «una súplica desafiante de una de las figuras más difamadas y malinterpretadas de la cultura pop. La verdad es que necesitamos a Lady Gaga en nuestras vidas». Chris Hedden de Screen Rant la consideró la mejor canción dentro de Mayhem y expresó que es «"Perfect Celebrity" contraataca con el poder característico de Gaga. Hay una actitud optimista y confiada, una ira casi justificada ante las circunstancias y ganchos característicos que seguirán atrayendo a los oyentes una y otra vez. Con un toque de rock industrial que recuerda a Nine Inch Nails, es el mejor ejemplo de lo que funciona tan bien en Mayhem. Lady Gaga usa lo mejor de sus puntos fuertes mientras sigue desafiando nuevos límites y experimentando con su sonido». Stephen Daw de la revista Billboard también la calificó como la mejor canción de Mayhem y aseguró que:

En la melancólica cuarta canción de Mayhem, la voz de Gaga rezuma veneno mientras ataca no solo a la industria, sino a sí misma; después de todo, ella es la que quería ser famosa. Con sintetizadores furiosos y su mejor sonido rock hasta la fecha (parcialmente inspirado en «Never Enough» de The Cure), Gaga presenta su nueva personalidad pop al público a través de un mordaz toque electro-grunge: «Siéntate en la primera fila, mira a la princesa morir», se burla, antes de prometer que si «me haces ganar dinero, te haré reír». Puede afirmar que «te encanta odiarme»”, pero si «Perfect Celebrity» es una indicación, en realidad no hay mucho que odiar en esta gloriosa canción.

Marcus Wratten de PinkNews dijo que «se destaca del resto» de las canciones del álbum, «ya que es realmente la única canción que parece un reflejo adecuado de esta etapa de su carrera y de los últimos cinco años de su vida» y que «es tan vívida en su captura de la historia de Gaga y su posición en la cultura popular actual que es sorprendente por qué no fue elegida como título del álbum». Para Bittany Spanos de Rolling Stone, «es siniestra y pesada, y fácilmente uno de los temas más destacados de todo su catálogo». Alexa Camp de Slant Magazine sostuvo que «la pegadiza pista aborda la deshumanización de las estrellas del pop, un tema relevante que resulta particularmente trillado para una mujer que, irónicamente, inició su carrera fetichizando las virtudes de la celebridad».
Mary Siroky de Consequence la destacó como una de las piezas más incisivas de Mayhem y resaltó su «combinación de sintetizadores agresivos y un enfoque lírico mordaz». Jason P. Frank del sitio Vulture dijo que «es un regreso al estilo synth pop de The Fame y The Fame Monster». Coleman Spilde escribió para Salon.com que «supera las expectativas» con «uno de los comentarios más electrizantes sobre su propia fama que haya publicado (y hay muchos)». Lindsay Zoladz de The New York Times la señaló como uno de las canciones más destacadas dentro del álbum en cuanto a sonido, aunque mencionó que el tema que trata su letra se siente repetitivo.

## Presentaciones en vivo
El 11 de marzo de 2025, Gaga interpretó la canción por primera vez con una versión acústica en el programa de radio The Howard Stern Show. Posteriormente, la presentó durante el festival de Coachella el 11 de abril de 2025, donde la incluyó en el segundo acto del espectáculo. El 13 de mayo de 2025, Gaga interpretó «Perfect Celebrity» como parte de un repertorio de cinco canciones durante el YouTube Brandcast, realizado en el Geffen Hall de la ciudad de Nueva York. La actuación, que dio inicio a la ceremonia, contó con una puesta en escena de estilo cinematográfico y fue descrita por Variety como «enérgica».

## Posicionamiento en listas

### Semanales
| Brasil         | Brasil Hot 100        | 89  |
| Canadá         | Canadian Hot 100      | 76  |
| Estados Unidos | Billboard Hot 100     | 81  |
| Francia        | French Singles Chart  | 126 |
| Grecia         | Digital Singles Chart | 45  |
| Mundo          | Global 200            | 67  |
| Reino Unido    | UK Streaming Chart    | 65  |
| Reino Unido    | UK Singles Sales      | 94  |
| Reino Unido    | UK Singles Downloads  | 89  |